# هایمن جی. ریکوور
هایمن جی. ریکوور (انگلیسی: Hyman G. Rickover); (زاده: ۲۷ ژانویه ۱۹۰۰ -درگذشته: ۸ ژوئیه ۱۹۸۶) یک دریاسالار نیروی دریایی ایالات متحده آمریکا بود.

## فعالیت‌ها
ریکوور گسترش پایه‌ای نیروی محرکه نیروی دریایی را بنیاد گذاشت و هدایت نیروی دریایی را به مدت سه دهه به عنوان رئیس نیروی دریایی ایالات متحده آمریکا بر عهده داشت. علاوه بر این، او در گسترش ایستگاه مولد انرژی اتمی، از طریق به‌کارگیری رآکتور آب فوق بحرانی به منظور تولید برق نقش داشت. او به عنوان یکی از مهم‌ترین افسران نیروی دریایی ایالات‌متحده آمریکا شناخته می‌شد و به مدت نزدیک به ۳۰ سال (۱۹۵۳ تا ۱۹۸۲) به عنوان یکی از مهم‌ترین افسران خدمت کرد و کارش را به عنوان یک دریاسالار چهار ستاره آمریکا پایان داد. ۶۳ سال خدمت وظیفه فعال طولانی‌ترین مدت خدمت سربازی و طولانی‌ترین مدت خدمت در نیروهای مسلح آمریکا در تاریخ این کشور به شمارمی‌رود. ریکوور تنها یکی از چهار نفری است که تاکنون دو مدال طلای کنگره را دریافت کرده‌اند. میراث قابل‌توجه او از دستاوردهای تکنیکی است که شامل رکورد مستمر صفر در سوخت هسته‌ای هنگام رآکتور فوق بحرانی است.

## زندگی‌نامه
ریکوور با نام چایم گودال‌یا ریکوور، فرزند آبراهام ریکوور و راشل آبراهام یک خانواده یهودی اهل لهستان بود، او در روسیه به دنیا آمد. پدر و مادرش بعداً نام خود را به «هایمن» تغییر دادند، و چایم را از نام میانی خود به معنی زندگی، گودال‌یا (چایم) حذف کرد، اما هنگامی که نیاز داشت به آکادمی نیروی دریایی بپیوندد و سوگند یاد کند او اسم انگلیسی «جورج» را جایگزین کرد. در مارس ۱۹۰۶ درهنگام انقلاب ۱۹۰۵ روسیه به همراه مادر و خواهرش از پوگروم روسیه با پدرش آبراهام که قبلاً در سال ۱۸۹۷ به آمریکا سفر کرده بود به نیویورک مهاجرت کردند. خانواده ریکوور ابتدا در شمال شرق منهتن زندگی می‌کردند و دو سال بعد به لاون دیل شمال شیکاگو یک محله یهودی‌نشین نقل مکان کردند. پدر ریکوور به کار خیاطی مشغول شد. ریکوور برای اولین بار در سن ۹ سالگی به کار مشغول شد و در ازای دریافت سه سنت در ساعت برای همسایه‌شان کارکرد، بعداً، خواربار فروشی کرد. او در سن ۱۴ سالگی از مدرسه راهنمایی فارغ‌التحصیل شد. در حالی که در دبیرستان (جان مارشال) شیکاگو مشغول به تحصیل بود. او در سال ۱۹۱۸ با افتخار فارغ‌التحصیل شد، ریکوور یک شغل تمام‌وقت در تلگراف یونیون به دست آورد، که توانست از طریق آن با نمایندگان ایالات متحده ازجمله آدولف جی سابات آشنا شود. سابات خود یک مهاجر یهودی اهل جمهوری‌چک بود. از طریق مداخله یک دوست خانوادگی، سابات ریکوور را در آکادمی نیروی دریایی انتصاب کرد. ریکوور تنها سومین جایگزین برای انتصاب بود، ریکوور توانست با معدل خوب امتحان ورودی را رد کند و پذیرفته شود.
وی همچنین برندهٔ جوایزی همچون نشان افتخار آزادی رئیس‌جمهوری و لژیون افتخار شده‌است.